# Ischiomaeocles salvadorensis
Ischiomaeocles salvadorensis är en skalbaggsart som beskrevs av Franz 1954. Ischiomaeocles salvadorensis ingår i släktet Ischiomaeocles och familjen långhorningar.
Artens utbredningsområde är El Salvador. Inga underarter finns listade i Catalogue of Life.